# Windows Update
A Windows Update a Microsoft által kifejlesztett szolgáltatás a Microsoft Windows-felhasználóknak. Segítségével rendszeres frissítéseket telepíthetünk az operációs rendszerhez és a többi programhoz. A Microsoft Update egy választható funkció, amely engedélyezésével automatikusan megkapjuk a legújabb frissítéseket a legtöbb telepített Microsoft programhoz, úgy mint, Microsoft Office, Windows Live és Microsoft Expression.
Fontos biztonsági frissítések jelennek meg a Windows Update szolgáltatáson keresztül minden hónap második keddjén. Habár, ezek a biztonsági frissítések bármikor letölthetők a Microsoft weboldaláról, a Windows Update-et be lehet állítani, hogy ezeket automatikusan telepítse a felhasználó beavatkozása nélkül, így biztosítva számítógépünk folyamatos védettségét a káros programoktól, például a malware szoftverektől.
A Windows Vista és a Windows Server 2008 Vezérlőpultjában beállíthatjuk a frissítési jellemzőket és kezdeményezhetünk azonnali frissítést is. A Windows Update Vezérlőpulton keresztül elérhetjük a Windows Ultimate Extrákat is (ezek szabadon választható kiegészítők a Windows Vista Ultimate változatához). Az előző verziójú Windowsokhoz a frissítések itt tölthetőek le Internet Explorer használatával: Windows Update Archiválva 2006. november 9-i dátummal a Wayback Machine-ben.
Vállalati környezetben a javításokat gyakran nem gépenként töltik le a Microsoft oldaláról, hanem közbeiktatnak valamilyen szerveroldali megoldást a javítások engedélyezésére, elosztására. Ilyen az ingyenes Windows Server Update Services (WSUS), vagy a nagyobb tudású System Center Configuration Manager (korábban SMS vagy Systems Management Server).
Lényeges, hogy az újraindítást kérő frissítéseknél a rendszer addig nem védett, míg az újraindítás meg nem történt. Ha ezt valamilyen okból (pl. üzemmenet-folytonosság) elhalasztják, azzal a nulladik napi támadások sebezhetőségi ablaka nyitva marad.

## Fordítás
- Ez a szócikk részben vagy egészben  a   Windows Update című angol Wikipédia-szócikk ezen változatának fordításán alapul.  Az eredeti cikk szerkesztőit annak laptörténete sorolja fel. Ez a jelzés csupán a megfogalmazás eredetét és a szerzői jogokat jelzi, nem szolgál a cikkben szereplő információk forrásmegjelöléseként.